# Sālār Maḩalleh
Sālār Maḩalleh (persiska: سالار محله) är en ort i Iran.   Den ligger i provinsen Mazandaran, i den norra delen av landet, 120 km nordost om huvudstaden Teheran. Sālār Maḩalleh ligger 72 meter över havet och antalet invånare är 476.
Terrängen runt Sālār Maḩalleh är huvudsakligen platt, men söderut är den kuperad.Runt Sālār Maḩalleh är det ganska tätbefolkat, med 149 invånare per kvadratkilometer. Närmaste större samhälle är Āmol, 6,1 km väster om Sālār Maḩalleh. Trakten runt Sālār Maḩalleh består till största delen av jordbruksmark.